# Baszta Blacharzy w Krakowie

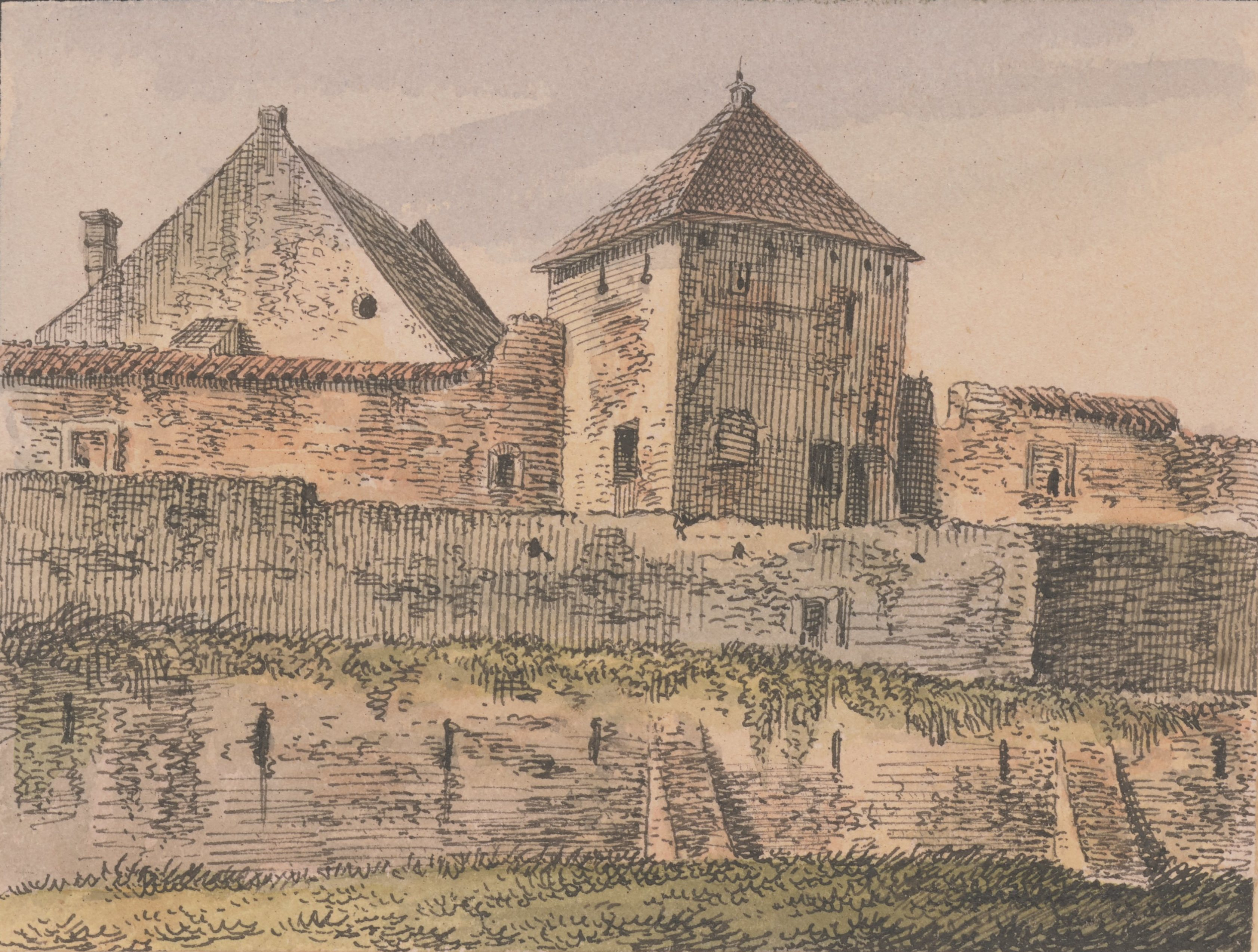
Baszta Blacharzy na rysunku wg akwareli Jerzego Głogowskiego (Kajetan Wincenty Kielisiński, 1834–39)

Baszta Blacharzy – baszta wchodząca w skład murów miejskich, położona niegdyś pomiędzy ulicami Gołębią a świętej Anny. Zbudowana została w XIV wieku, na planie kwadratu. W 1648 zawaliła się wskutek drgań pochodzących z pobliskiej Mennicy Królewskiej, jednak w krótkim czasie została odbudowana. Basztę wyburzono w XIX wieku.